# Louis Bonniot de Fleurac

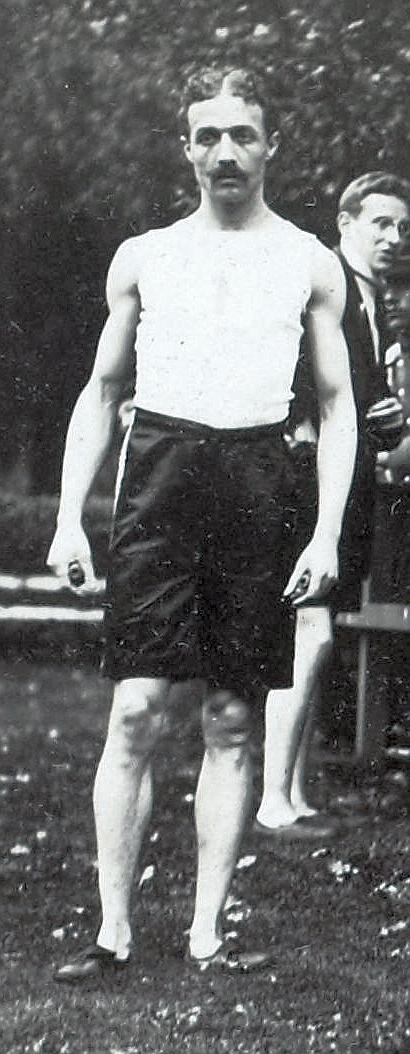
Louis Bonniot de Fleurac im Jahr 1906

Louis Bonniot de Fleurac (Louis Victor Marie Bonniot de Fleurac; * 19. November 1876 in Paris; † 23. März 1965 in Paris) war ein französischer Mittel- und Langstreckenläufer.
Beim Fünf-Meilen-Lauf der Olympischen Zwischenspiele 1906 in Athen erreichte er nicht das Ziel.
1908 schied er bei den Olympischen Spielen in London über 1500 m und im Hindernislauf über 3200 m in der Vorrunde aus. Im Drei-Meilen-Mannschaftsrennen wurde er Achter in der Einzelwertung und gewann mit seinen Teamkollegen Joseph Dreher (11.) und Paul Lizandier (13.) die Bronzemedaille.
Neunmal wurde er im Hindernislauf (1901 bis 1905, 1907, 1908, 1910, 1911) und zweimal im 10.000-Meter-Lauf (1906, 1908) nationaler Meister.
Am 19. Juni 1904 stellte er in Paris mit 9:02,4 min eine Weltbestzeit über 3000 m auf.
Louis Bonniot de Fleurac startete für den Racing Club de France.